# Drapeau de l'Italie
 (juillet 2022).
Si vous disposez d'ouvrages ou d'articles de référence ou si vous connaissez des sites web de qualité traitant du thème abordé ici, merci de compléter l'article en donnant les références utiles à sa vérifiabilité et en les liant à la section « Notes et références ».

Pavillon civil.

Pavillon d'État.

Pavillon de guerre.

Le drapeau de l'Italie (Bandiera d’Italia en italien) est le drapeau national de la République italienne. Il est composé de trois bandes verticales, une verte, une blanche et une rouge. 
Le drapeau actuel fut d'abord adopté par la République cispadane à Reggio d'Émilie le 7 janvier 1797 quand le parlement de la République, réuni dans la Sala del tricolore, sur proposition du député Giuseppe Compagnoni, décréta que « l'on rende universel l'étendard ou drapeau cispadan des trois couleurs, vert, blanc, rouge et que ces trois couleurs soient également utilisées dans la cocarde cispadane, laquelle doit être portée de tous ». 
Le drapeau tricolore italien est célébré chaque année le 7 janvier lors de la Fête du drapeau (Festa del Tricolore).

## Histoire
En 1796, l'Italie est traversée par les armées victorieuses de Napoléon Bonaparte et les nombreuses républiques qui naissent, d'inspiration française, sur les cendres de l'Ancien Régime, adoptèrent presque toutes des drapeaux caractérisés par trois bandes d'égales dimensions, avec des couleurs variées, mais clairement inspirés du modèle français de 1790. De même, les régiments italiens qui soutenaient l'armée de Bonaparte arboraient ces trois couleurs (notamment ceux de la Légion lombarde puis ceux de la Légion italienne qui recrutait en Émilie-Romagne). Il est possible que Napoléon ait lui-même choisi ce tricolore (il préférait le vert au bleu).
Le drapeau de la Cispadanie est avec des bandes horizontales et frappé, au centre, de l'emblème de la république (un carquois contenant quatre flèches, entouré de laurier et orné par un trophée d'armes). Les bandes deviennent verticales quand la Cispadanie est incorporée dans la République cisalpine.
Pendant l'ère napoléonienne, naissent donc des États éphémères, comme la République ligurienne, la République romaine, la République parthénopéenne ou la République ancônitaine. Mais ces républiques ne survivent pas à la contre-offensive austro-russe de 1799 et finirent par se fondre peu à peu dans la première République italienne (1802-1805) devenue royaume d'Italie (1805-1814). Ces républiques représentent aussi la première expression des idéaux d'indépendance qui alimentèrent le Risorgimento. Et ce fut pendant ces années que le drapeau de symbole dynastique ou militaire devint un symbole populaire des libertés conquises et donc de la nouvelle nation, bien que Napoléon eut préféré, pour le royaume dont il ceint la couronne, une disposition différente des trois couleurs.
Pendant les décennies qui suivirent le congrès de Vienne, le drapeau tricolore fut interdit par la Restauration, mais fut hissé par les insurgés des mouvements et soulèvements de 1831. Goffredo Mameli compose dans son Canto degli Italiani (qui deviendra hymne national) en 1847 : « que nous recueille un unique drapeau, un espoir ». Et le 23 mars 1848, Charles-Albert de Sardaigne adresse aux populations de la Lombardie-Vénétie, la fameuse proclamation qui annonce la première guerre d'indépendance et qui se termine par ses mots : « pour mieux démontrer, par des signes extérieurs, le sentiment de l'union italienne, nous désirons que nos troupes […] portent l'écu de Savoie placé sur le Drapeau tricolore italien ». À cet écu de Savoie fut ajouté un bord bleu afin d'éviter que la croix, blanche et rouge, se confonde avec le blanc et le rouge du drapeau.
La forme actuelle du drapeau est utilisée depuis le 19 juin 1946 (retrait des armes royales), et officiellement depuis le 1er janvier 1948, date de l'adoption de la Constitution de l'Italie.

## Construction
Le drapeau présente un rapport 2:3.

Le drapeau italien de 2003 à 2006.

C'est l'article 12 de la constitution qui dispose dans ses principes fondamentaux que « l’emblème de la République est le drapeau tricolore italien, vert, blanc, rouge, à trois bandes verticales d’égales dimensions ». Le vert est situé à côté du mât.
En 2003, après 206 ans d'utilisation, le gouvernement de Silvio Berlusconi décide de spécifier précisément les teintes du drapeau tricolore  mais l'opposition s'opposa à ce projet  comparant la méthode à un « coup d'État chromatique ». Pour eux, « Le vert, affirment-ils, est désormais plus profond, le rouge a pris les teintes rubis et le blanc a tourné à l'ivoire ».

Drapeau italien avec la définition Pantone.

En 2006, les couleurs officielles Pantone sont fixées par la loi ,.
| Couleurs | Vert fougère | Blanc éclatant | Rouge Cramoisi |
| -------- | ------------ | -------------- | -------------- |
| RGB      | 0, 146, 70   | 241, 242, 241  | 206, 43, 55    |
| Pantone  | 17-6153 TC   | 11-0601 TC     | 18-1662 TC     |

## Symbole
Des théories contradictoires veulent en expliquer le dessin :
- À la suite de la campagne d'Italie par Napoléon, les Italiens se seraient inspirés du drapeau français pour dessiner leur drapeau national en partant des couleurs des uniformes des Lombards (et plus spécialement de la garde civile de Milan) ralliés à Napoléon — le vert est également la couleur préférée de l'empereur ;

- Le 30e chant du Purgatoire de Dante décrit les vêtements de Béatrice en utilisant les couleurs des trois vertus théologales (le blanc pour la foi, le vert pour l'espoir et le rouge pour la charité). Le drapeau aurait repris ces couleurs pour désigner cette nation catholique ;

- Il existe en outre une autre signification symbolique que l'on apprend aux enfants dans les écoles : le vert pour les collines des Monts Apennins, le blanc pour la neige des Alpes et le rouge pour le sang des martyrs des trois guerres d'Indépendance du XIXe siècle.

## Pavillons
Les pavillons sont construits sur un format 2:3.

Afin d'éviter les confusions en mer avec le pavillon du Mexique, le pavillon civil porte les armoiries des républiques maritimes italiennes (Venise, Gênes, Amalfi et Pise).
Le pavillon d'État porte les armoiries de la République italienne.

## Variantes

Pavillon particulier du président de la République italienne.
Pavillon particulier du président du Conseil des ministres.

## Drapeaux historiques

Drapeau du duché de Modène et Reggio (1452-1859).
Drapeau du duché de Parme et Plaisance (1545-1731).
Drapeau du grand-duché de Toscane (1569-1801, 1815-1859).
Drapeau du royaume de Sardaigne (1720-1848).
Drapeau du royaume des Deux-Siciles (1738-1806, 1816-1848).
Drapeau de la République ancônitaine (1797-1798).
Drapeau de la République cisalpine (1797-1799, 1800-1802).
Drapeau de la République cispadane (1796-1797).
Drapeau de la République parthénopéenne (1799).
Drapeau de la République italienne (1802-1805, anciennement République cisalpine).
Drapeau du royaume d'Italie (1805-1814).
Drapeau de la république de Gênes (1814-1815) et de la République ligurienne (1814).
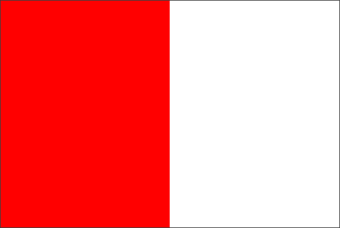
Drapeau du duché de Parme et Plaisance (1814-1847).
Drapeau du gouvernement indépendantiste de Sicile (révolutions de 1848).
Drapeau du gouvernement de Venise (révolutions de 1848).
Drapeau de la République romaine (révolutions de 1848).
Drapeau militaire de la République romaine (révolutions de 1848).
Drapeau du grand-duché de Toscane de 1848.
Drapeau du royaume de Sardaigne (1848-1851).
Drapeau du royaume de Sardaigne (1851-1861), puis du royaume d'Italie (1861-1946).
Drapeau du royaume d'Italie, version couronnée utilisée lors des cérémonies gouvernementales et par la marine militaire.
Drapeau du royaume des Deux-Siciles (1848-1860).
Drapeau du royaume des Deux-Siciles (1860-1861).
Drapeau militaire de la République sociale italienne (RSI) (1943-1945).